# دعامة مطلقة للدواء
الدعامة المطلقة للدواء (بالإنجليزية: Drug-eluting stent)‏ هي دعامة تاجية أو محيطية (سقالة) توضع ضمن الشرايين التاجية أو المحيطية المصابة والمتضيقة، لتطلق الدواء ببطء ويمنع الدواء بدوره تكاثر الخلايا. يمنع هذا الأمر من التليف الذي قد يساهم مع الجلطات (الخثرات) في سد الشريان المدعّم، بعملية تدعى بعودة التضيق. توضع الدعامة عادةً في الشريان المحيطي أو التاجي من قبل أخصائي طب قلب تدخلي أو أخصائي أشعة تدخلية عبر إجراء رأب الوعاء.
وافقت إدارة الغذاء والدواء على الاستخدام السريري الحالي للدعامات المطلقة للدواء بعد أن أظهرت التجارب السريرية أفضليتها على الدعامات المعدنية المجردة لعلاج تضيقات الشريان التاجي البدئية، بمعدلات أدنى من الحوادث القلبية المؤذية الكبرى (تعرف عادةً بنقطة النهاية السريرية المركبة للموت+ النوبة القلبية+ إعادة التدخل بسبب عودة التضيق). كانت أولى الدعامات المطلقة للدواء التي وافقت عليها أوروبا والولايات المتحدة مطلية بالباكليتاكسيل أو مثبطات هدف الثدييات من الراباميسين (إم تي أو آر)، مثل السيروليموس.

## الاستخدامات الطبية
أبدت التجارب السريرية فوائد الدعم التاجي باستخدام الدعامات المعدنية المجردة بالمقارنة مع وسائل رأب الوعاء الأخرى، بما في ذلك، رأب الوعاء بالبالون واستئصال العصيدة. دُرست الدعامات المطلقة للدواء أيضًا دراسة مكثفة، وهي عمومًا أفضل من الدعامات المعدنية المجردة من ناحية ظهور الحوادث القلبية المؤذية الكبرى (إم أيه سي إي، المعروفة عمومًا بالموت، أو النوبة القلبية، أو الحاجة إلى تكرار إجراء إعادة التوعّي). يشار إلى أن الدعامات تحسّن قطر لمعة الشريان التاجي، حين يسبب التضيق (الناتج عامةً عن التصلب العصيدي) نقص التروية (أي انخفاض توصيل الأوكسجين للعضلات المرواة بهذا بالشريان).

### الاستخدام دون تصريح
أظهرت الدعامات المطلقة للدواء أيضًا أفضليتها على الدعامات المعدنية المجردة من ناحية إنقاص الاختلاطات الباكرة للدعم في طعوم الوريد الصافن، ولكن، يعد استخدامها في طعوم المجازات هذه أحد الأمثلة على الاستخدام «غير المصرح» للدعامات المطلقة للدواء. أي أن منظمة الغذاء والدواء لم تتحرى هذا التطبيق تحريًا كافيًا يسمح لها أن توصي باستخدامه. بالنسبة للتطبيقات «المصرحة»، تؤمن منظمة الغذاء والدواء أن «الدعامات المطلقة للدواء تبقى آمنة وفعالة حين تستخدم للاستطبابات المصرحة من قبلها. أنقصت هذه الأجهزة بشكل ملحوظ من الحاجة لجراحة ثانية لعلاج عودة التضيق لدى آلاف المرضى كل عام».
أُبدَي بعض القلق بشأن الاستخدام المفرط للدعامات عمومًا. وجدت دراستان أن نحو نصف المرضى قد وُضعت لهم دعامة لأسباب غير مصرح بها، وكانت النتائج أسوأ لديهم في كلتي الدراستين. تشير بيانات أحدث إلى أن الاستخدام غير المصرح لكلتي الدعامتين المعدنية المجردة والمطلقة للدواء يرفع الخطورة. ولكن، يبدو أن الدعامات المطلقة للدواء تتمتع بمعدلات وفيات أو نوبات قلبية مماثلة أو أفضل بالمقارنة مع الدعامات المعدنية المجردة، وتقلل باستمرار من الحاجة لإعادة توعية الوعاء الهدفية. وعمومًا، تؤيد هذه البيانات استخدام الدعامات المطلقة للدواء في الاستطبابات غير المصرحة.

## المجتمع والثقافة
في عام 2012، نُشِر تحليل تلوي للبيانات التجريبية السريرية، وضّح أنه بالنسبة للأشخاص المصابين بمرض قلب تاجي مستقر، لا توفر الدعامة المطلقة للدواء أي فائدة بالمقارنة مع العلاج الدوائي. أجرت صحيفة نيويورك تايمز مقابلة مع المؤلف الرئيسي للدراسة، الذي بيّن أن أكثر من نصف المرضى المصابين بمرض قلب تاجي مستقر وُضعت لهم الدعامة دون اللجوء للعلاج الدوائي، وأنه يعتقد أن هذا الأمر حصل لأن المشافي والأطباء يريدون كسب المزيد من النقود. في عام 2013، ذكرت صحيفة تايمز أوف إينديا أن الدعامات المطلقة للدواء تستخدم استخدامًا مفرطًا وأن الموزعين الهنود يستعملون فوائد هوامش الربح في الدعامات لرشوة الأطباء كي يستعملوها أكثر. في عام 2014، أفاد تحقيق أجرته إدارة الغذاء والدواء في ولاية ماهاراشترا أن هوامش الربح والرشاوي المتعلقة بالدعامات المطلقة للدواء ما تزال واسعة الانتشار.